# 81 Terpsichore
81 Terpsichore هو كويكب، يقع ضمن حزام الكويكبات. اكتشف في 30 سبتمبر 1864. وقد اكتشفه فيلهلم تمبل.

## روابط خارجية
- 81 Terpsichore في قاعدة بيانات مختبر الدفع النفاث لأجرام النظام الشمسي الصغيرة

- الاكتشاف · مخطط المدار ·  العناصر المدارية · المعلمات المادية

- 81 Terpsichore على موقع ويكي سكاي: DSS2, SDSS, GALEX, IRAS, Hydrogen α, X-Ray, Astrophoto, Sky Map, Articles and images